# Szentlőrinc
Szentlőrinc je mesto na Madžarskem, ki upravno spada pod podregijo Szentlőrinci Županije Baranja.